# Čeľadice
Čeľadice – wieś i gmina (obec) w powiecie Nitra, w kraju nitrzańskim na Słowacji. Znajduje się na północny wschód od Nitry, nad Čeľadinskim potokiem  na Nizinie Naddunajskiej. 